# 衛星役務利用放送
衛星役務利用放送（えいせいえきむりようほうそう）は、総務省令電気通信役務利用放送法施行規則に規定していた電気通信役務利用放送の種類の一つである。
電気通信役務利用放送法は、2011年（平成23年）6月30日に放送法へ統合されて廃止され、衛星役務利用放送も廃止された。
本記事ではこの廃止時までのことを主として述べる。

## 定義
電気通信役務利用放送法施行規則第2条第1号に「公衆によって直接受信されることを目的とする無線通信の送信のうち人工衛星に開設する無線局（12.2GHzを超え12.75GHz以下の電波を使用するものに限る。）によるもの（地球の赤道面上に円軌道を有し、かつ、地球の自転軸を軸として地球の自転と同一の方向及び周期で回転する人工衛星であって、その公称されている経度が東経109度から111度の範囲のものに開設する無線局によるものについては、電波の偏波が左旋円偏波（電波の伝搬の方向に向かって電界ベクトルが時間とともに反時計回りの方向に回転する円偏波をいう。）であるものに限る。）であって、その全部又は一部を電気通信事業を営む者が提供する電気通信役務を利用して行うもの」と定義していた。

## 概要
従前の日本の衛星放送は、放送法に基づく認定を受けた委託放送事業者が、電波法に基づく免許を付与された無線局（放送衛星局（現・衛星基幹放送局）または人工衛星局）を持つ事業者（受託放送事業者）に放送を委託する制度であったが、12.2 - 12.75GHzの周波数帯を用いる通信衛星（CS）放送（東経110度右旋円偏波=現状の東経110度CSデジタル放送を除く。）に限り、参入条件を大幅に緩和した追加の制度として設けたものである。番組編成を行う事業者が無線局免許を持たない点、マスメディア集中排除原則の適用を受ける点では委託放送事業者と変わりないが、外資規制を撤廃し、「認定」から「登録」へと、手続きも簡素化された。
委託放送事業者#認定も参照
これにより、CS放送への新規参入事業者のみならず、既存の委託放送事業者も衛星役務利用放送へ移行する事例が増えた。
外資規制撤廃の面では、世界最大のメディアグループであるニューズ・コープの系列企業、あるいは隣国の公共放送局である韓国放送公社が、従来の委託放送事業者への番組供給を減らし、全額外資の日本法人を設立する形で新規参入した。
逆に日本国外からの資本参加を促すことを目的として、衛星役務利用放送へ移行した国内事業者もあった。
地上波放送事業者を兼ねるCS放送事業者においても、最後まで委託放送を行っていた関西テレビ放送（関西テレビ☆京都チャンネルを放送、2009年（平成21年）撤退）が、2008年（平成20年）に衛星役務利用放送事業者へ移行し、地上波放送兼営事業者のCS放送はすべて衛星役務利用放送となった。
電気通信役務を提供する電気通信事業者にはJSAT（東経124・128・154度）、宇宙通信（東経144度）、インテルサット（旧パンアムサット、東経166度）の3社があったが、インテルサットは同社衛星回線を利用する委託放送事業者が2006年（平成18年）に放送を休止したため有名無実の状態となり、前二者は2008年に有料放送管理事業者・衛星役務利用放送事業者であったスカイパーフェクト・コミュニケーションズと合併しスカパーJSATとなって、同社のみがこの事業を行っていた。

## 事業者一覧
制度廃止時、計46事業者（うち有線役務利用放送を行う電気通信役務利用放送事業者との重複1）
- 太字はテレビジョン放送事業者または委託放送事業者を兼ねていた。
- 斜字は無料放送のみを行う事業者
- 取り消し線は放送を休止している事業者

東経124・128度CSデジタル
42事業者、いずれも同放送プラットフォームのスカパー!と提携
- AXNジャパン
- BBCワールドジャパン
- CJ Media Japan
- JFCC
- KNTV
- MTV Networks Japan
- NBCユニバーサルグローバル・ネットワークス・ジャパン
- TBSテレビ
- アトス･ブロードキャスティング
- IMAGICAティーヴィ
- インストラクティービー
- ウォルト・ディズニー・ジャパン
- エー・ティー・エックス
- エスティヴィ・ジャパン
- グランプリ
- ケー・ビー・エス・ジャパン
- けんこうTV
- ザ・シネマ
- ジェムスロンドン

- 車両スポーツ映像
- スカイビジョン
- スカパー・ブロードキャスティング
- スター・チャンネル
- スペースシャワーネットワーク
- ソネットエンタテインメント
- 第一興商
- 大富
- DIXEO
- デジタルアドベンチャー
- テレビ朝日
- 名古屋テレビネクスト
- 日本アミューズメント放送
- 日本テレビ放送網
- 日本文化チャンネル桜
- 日本レジャーチャンネル
- ビジネス・ブレークスルー
- ヒューマックスコミュニケーションズ
- FOXインターナショナル・チャンネルズ
- フジテレビジョン
- ムービーチャンネル
- リーレ
- WOWOW

東経144度CSデジタル
3事業者
- アイ・ピー・エス
- ホップテレビ
- USEN 有線役務利用放送も実施

東経154度CS（デジタル・アナログ）
1事業者
- ミュージックバード

## 経過措置
電気通信役務利用放送法の放送法への統合の際に、衛星役務利用放送は衛星一般放送に、事業者は衛星一般放送事業者にみなされた。